# 條紋似牙䱛
條紋似牙䱛為輻鰭魚綱鱸形目鱸亞目石首魚科的其中一種，分布東大西洋區，從幾內亞比索至安哥拉南部海域，棲息深度可達160公尺，體長可達60公分，棲息在沿海泥底質海域，屬肉食性，可做為食用魚。